# Office de l'aviation civile et des aéroports
L'Office de l'aviation civile et des aéroports (arabe : ديوان الطيران المدني والمطارات) ou OACA est une société tunisienne de droit public à caractère industriel et commercial. Elle remplace, le 30 juin 1998, l'Office des ports aériens de Tunisie (OPAT) créé le 3 juillet 1970.
Sous la tutelle du ministère du Transport, l'OACA est chargé de gérer l'ensemble des aéroports du pays, dont Tunis, Djerba, Tozeur, Sfax, Tabarka, Gafsa et Gabès. Les aéroports de Monastir et Enfida sont en revanche gérés par le consortium turc TAV Airports Holding.

## Missions
L'office est chargé des missions suivantes :
- l'exploitation[6], l'aménagement[7] et le développement des aéroports[8],[9] ainsi que l'accomplissement de toutes les opérations et services nécessaires aux voyageurs, au public, aux avions, au fret et au courrier ;
- le contrôle régional et local de la navigation aérienne et la participation à l'exécution des plans de recherches et de sauvegarde[10] ;
- la délivrance de tous les documents requis pour le personnel aéronautique, les avions et la navigation aérienne conformément à la législation en vigueur.